# 505 (số)
505 (năm trăm linh năm) là một số tự nhiên ngay sau 504 và ngay trước 506.